# El Pedernoso
El Pedernoso település Spanyolországban, Cuenca tartományban. El Pedernoso Las Mesas, Santa María de los Llanos, Monreal del Llano, Belmonte és Las Pedroñeras községekkel határos. Lakosainak száma 1117 fő (2024).

## Népesség
A település népessége az utóbbi években az alábbiak szerint változott:
| Lakosok száma | 1316 | 1296 | 1288 | 1261 | 1301 | 1213 | 1176 | 1124 | 1132 | 1117 |
|               | 2001 | 2004 | 2006 | 2009 | 2011 | 2014 | 2016 | 2019 | 2021 | 2024 |